# Bądkowo (gromada w powiecie aleksandrowskim)
Bądkowo – dawna gromada, czyli najmniejsza jednostka podziału terytorialnego Polskiej Rzeczypospolitej Ludowej w latach 1954–1972.
Gromady, z gromadzkimi radami narodowymi (GRN) jako organami władzy najniższego stopnia na wsi, funkcjonowały od reformy reorganizującej administrację wiejską przeprowadzonej jesienią 1954 do momentu ich zniesienia z dniem 1 stycznia 1973, tym samym wypierając organizację gminną w latach 1954–1972.
Gromadę Bądkowo z siedzibą GRN w Bądkowie utworzono – jako jedną z 8759 gromad na obszarze Polski – w powiecie aleksandrowskim w woj. bydgoskim, na mocy uchwały nr 24/1 WRN w Bydgoszczy z dnia 5 października 1954. W skład jednostki weszły obszary dotychczasowych gromad Bądkowo, Żabieniec, Słupy, Toporzyszczewo, Kalinowiec, Kujawka i Bądkówek ze zniesionej gminy Bądkowo w tymże powiecie. Dla gromady ustalono 25 członków gromadzkiej rady narodowej.
31 grudnia 1959 do gromady Bądkowo włączono obszar zniesionej gromady Wysocin w tymże powiecie.
1 stycznia 1967 z gromady Bądkowo wyłączono wieś Kałęczynek o ogólnej powierzchni 141,58 ha, włączając ją do gromady Lubanie w tymże powiecie.
1 stycznia 1972 do gromady Bądkowo włączono sołectwa Kaniewo, Łowiczek Pierwszy, Łowiczek Drugi, Łówkowice, Sinki Drugie i Wojtówka ze zniesionej gromady Łowiczek w tymże powiecie.
Gromada przetrwała do końca 1972 roku, czyli do kolejnej reformy gminnej. 1 stycznia 1973 w powiecie aleksandrowskim reaktywowano gminę Bądkowo.